# Општина Кључ
Општина Кључ је општина на сјеверозападу Федерације Босне и Херцеговине, БиХ. Налази се на ријеци Сани у региону Босанске Крајине. Сједиште општине је у градићу Кључу.

## Насеља
Биљани Горњи, Биљани Доњи, Будељ Горњи, Велагићи, Велечево, Горње Ратково, Горњи Војићи, Горњи Рамићи, Доње Ратково, Доње Соколово, Доњи Војићи, Доњи Рамићи, Дубочани, Завоље, Згон, Јарице, Камичак, Кључ, Копјеница, Корјеново, Красуље, Ланиште, Љубине, Међеђе Брдо, Мијачица, Пећи, Пиштаница, Пламенице, Присјека Доња, Присјека Горња, Прхово, Руденице, Саница, Саница Горња, Саница Доња, Хасићи, Хаџићи, Хрипавци, Хумићи и Црљени.
Послије потписивања Дејтонског споразума, дио општине Кључ (348 km² или око 40%), са градом Кључем, ушао је у састав Федерације БиХ. У састав Републике Српске ушла су насељена мјеста: Бусије, Црквено, Чађавица, Доња Превија, Доња Слатина, Доњи Рибник, Доњи Врбљани, Драгорај, Горња Превија, Горња Слатина, Горње Соколово, Горњи Рибник, Горњи Врбљани, Растока, Ситница, Средице, Стражице, Трескавац, Велијашница, Велије и Заблеће, те дијелови насељених мјеста: Доње Ратково, Доње Соколово, Дубочани, Горње Ратково, Јарице, Љубине и Велечево. Од овог подручја формирана је Општина Рибник (496 km² или око 60%).

## Становништво
|                      | 2013.           | 1991.            | 1981.            | 1971.            |
| Укупно               | 16 744 (100,0%) | 37 391 (100,0%)  | 40 008 (100,0%)  | 39 966 (100,0%)  |
| Бошњаци              | 16 130 (96,33%) | 17 696 (47,33%)1 | 16 596 (41,48%)1 | 15 226 (38,10%)1 |
| Срби                 | 273 (1,630%)    | 18 506 (49,49%)  | 20 771 (51,92%)  | 23 892 (59,78%)  |
| Роми                 | 114 (0,681%)    | –                | –                | –                |
| Муслимани            | 54 (0,323%)     | –                | –                | –                |
| Босанци              | 49 (0,293%)     | –                | –                | –                |
| Хрвати               | 30 (0,179%)     | 330 (0,883%)     | 380 (0,950%)     | 534 (1,336%)     |
| Неизјашњени          | 30 (0,179%)     | –                | –                | –                |
| Непознато            | 23 (0,137%)     | –                | –                | –                |
| Босанци и Херцеговци | 15 (0,090%)     | –                | –                | –                |
| Албанци              | 13 (0,078%)     | –                | 26 (0,065%)      | 18 (0,045%)      |
| Словенци             | 5 (0,030%)      | –                | 6 (0,015%)       | 5 (0,013%)       |
| Остали               | 5 (0,030%)      | 280 (0,749%)     | 167 (0,417%)     | 123 (0,308%)     |
| Југословени          | 3 (0,018%)      | 579 (1,549%)     | 2 016 (5,039%)   | 131 (0,328%)     |
| Црногорци            | –               | –                | 40 (0,100%)      | 29 (0,073%)      |
| Македонци            | –               | –                | 4 (0,010%)       | 6 (0,015%)       |
| Мађари               | –               | –                | 2 (0,005%)       | 2 (0,005%)       |

1. 1 На пописима од 1971. до 1991. Бошњаци су пописивани углавном као Муслимани.